# Céaux
Pour les articles homonymes, voir Ceaux.
Pour les articles ayant des titres homophones, voir CO et Séo.
Céaux est une commune française, située dans le département de la Manche en région Normandie, peuplée de 413 habitants.

## Géographie
Commune donnant sur la baie du Mont-Saint-Michel, Céaux est entourée des communes de Courtils, Servon, Pontaubault et Le Val-Saint-Père.
|          | Baie du Mont-Saint-Michel |             |
| Courtils | Céaux                     | Pontaubault |
| Servon   | Précey                    |             |

### Hydrographie
La commune est située dans le bassin Seine-Normandie. Elle est drainée par la Guintre, le ruisseau Besnier et le ruisseau de l'Orvainerie,,.
La Guintre, d'une longueur de 15 km, prend sa source dans la commune de Précey et se jette  dans la Sée à Courtils, après avoir traversé cinq communes. 

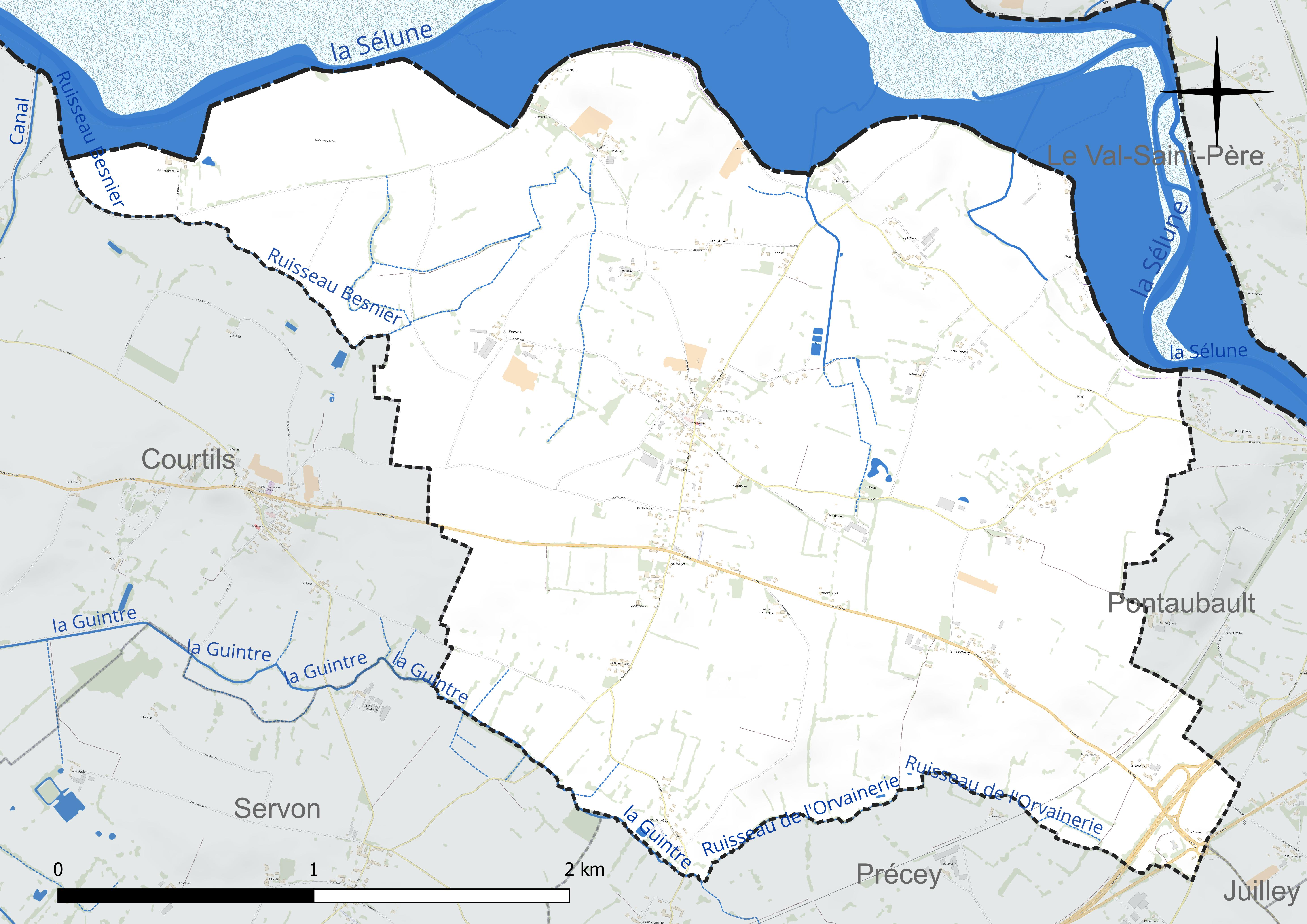
Réseau hydrographique de Céaux.

### Climat
Pour des articles plus généraux, voir Climat de la Normandie et Climat de la Manche.
En 2010, le climat de la commune est de type climat océanique franc, selon une étude du CNRS s'appuyant sur une série de données couvrant la période 1971-2000. En 2020, Météo-France publie une typologie des climats de la France métropolitaine dans laquelle la commune est exposée à un climat océanique et est dans la région climatique  Bretagne orientale et méridionale, Pays nantais, Vendée, caractérisée par une faible pluviométrie en été et une bonne insolation. Parallèlement le GIEC normand, un groupe régional d’experts sur le climat, différencie quant à lui, dans une étude de 2020, trois grands types de climats pour la région Normandie, nuancés à une échelle plus fine par les facteurs géographiques locaux. La commune est, selon ce zonage, exposée à un « climat maritime », correspondant au Cotentin et à l'ouest du département de la Manche, frais, humide et pluvieux, où les contrastes pluviométrique et thermique sont parfois très prononcés en quelques kilomètres quand le relief est marqué.
Pour la période 1971-2000, la température annuelle moyenne est de 11,3 °C, avec une amplitude thermique annuelle de 11,9 °C. Le cumul annuel moyen de précipitations est de 792 mm, avec 13,3 jours de précipitations en janvier et 7,7 jours en juillet. Pour la période 1991-2020, la température moyenne annuelle observée sur la station météorologique la plus proche, située sur la commune de Pontorson à 12 km à vol d'oiseau, est de 11,9 °C et le cumul annuel moyen de précipitations est de 821,3 mm,. Pour l'avenir, les paramètres climatiques de la commune estimés pour 2050 selon différents scénarios d’émission de gaz à effet de serre sont consultables sur un site dédié publié par Météo-France en novembre 2022.

## Urbanisme

### Typologie
Au 1er janvier 2024, Céaux est catégorisée commune rurale à habitat dispersé, selon la nouvelle grille communale de densité à sept niveaux définie par l'Insee en 2022.
Elle est située hors unité urbaine. Par ailleurs la commune fait partie de l'aire d'attraction d'Avranches, dont elle est une commune de la couronne,. Cette aire, qui regroupe 32 communes, est catégorisée dans les aires de moins de 50 000 habitants,.
La commune, bordée par la Manche, est également une commune littorale au sens de la loi du 3 janvier 1986, dite loi littoral. Des dispositions spécifiques d’urbanisme s’y appliquent dès lors afin de préserver les espaces naturels, les sites, les paysages et l’équilibre écologique du littoral, tel le principe d'inconstructibilité, en dehors des espaces urbanisés, sur la bande littorale des 100 mètres, ou plus si le plan local d’urbanisme le prévoit.

### Occupation des sols
L'occupation des sols de la commune, telle qu'elle ressort de la base de données européenne d’occupation biophysique des sols Corine Land Cover (CLC), est marquée par l'importance des territoires agricoles (96,3 % en 2018), en diminution par rapport à 1990 (99,6 %). La répartition détaillée en 2018 est la suivante : terres arables (65,9 %), zones agricoles hétérogènes (22,5 %), prairies (7,8 %), zones urbanisées (3,5 %), zones humides côtières (0,2 %), eaux maritimes (0,1 %). L'évolution de l’occupation des sols de la commune et de ses infrastructures peut être observée sur les différentes représentations cartographiques du territoire : la carte de Cassini (XVIIIe siècle), la carte d'état-major (1820-1866) et les cartes ou photos aériennes de l'IGN pour la période actuelle (1950 à aujourd'hui).

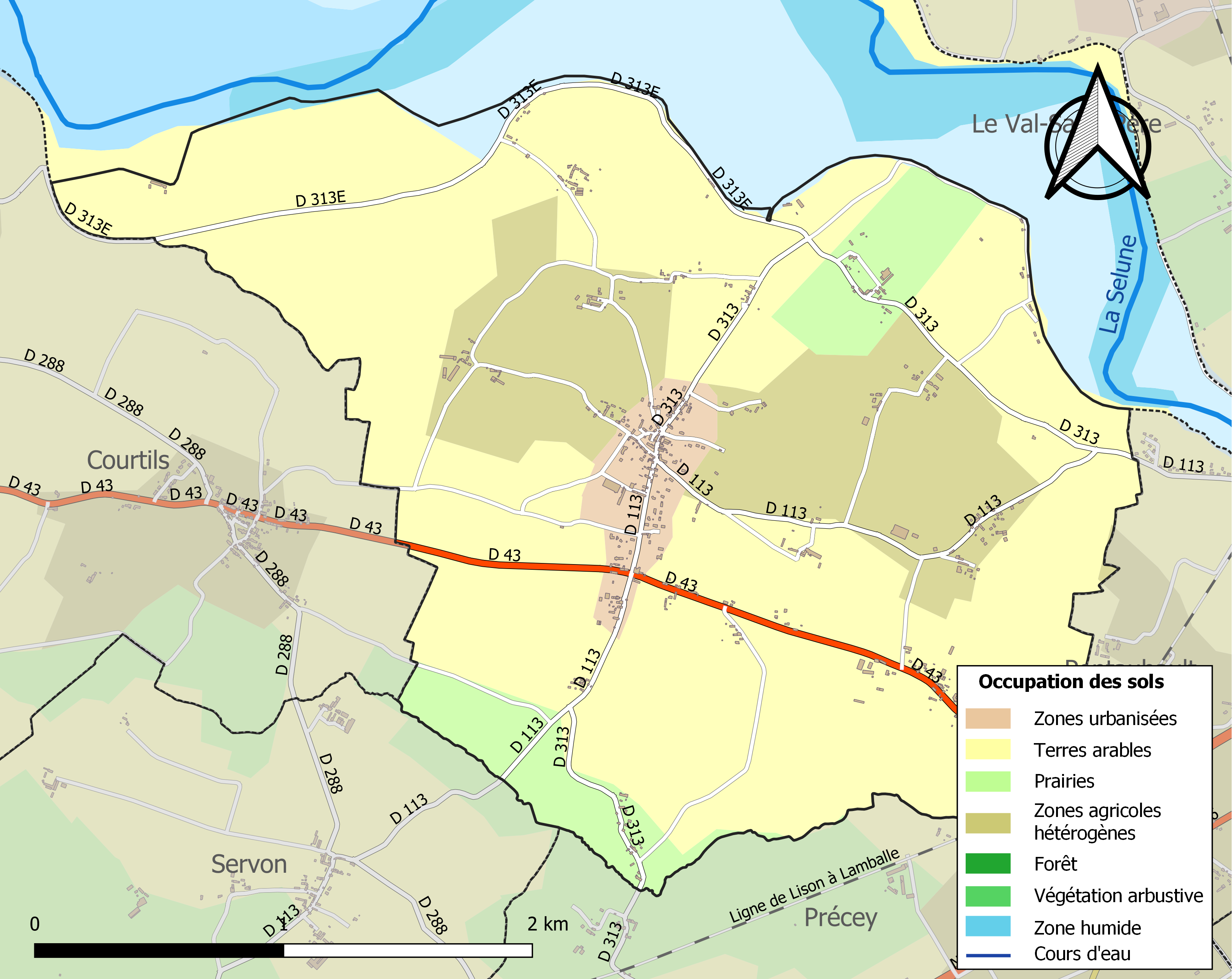
Carte des infrastructures et de l'occupation des sols de la commune en 2018 (CLC).

## Toponymie
Le nom de la localité est attesté sous les formes Celsis entre 1060 et 1066, Cels entre 1066 et 1087.
Pour Albert Dauzat, ce nom repose sur le latin celsus (« élevé »). François de Beaurepaire reprend cette hypothèse en envisageant parallèlement une référence à une « construction élevée », ou encore un sens figuré ; le qualificatif d'une divinité locale, « Très-Haut », et donc indirectement désigne un lieu de culte. René Lepelley fait siennes ces explications, tout en conservant aussi la possibilité de voir dans Céaux le produit de cellis « ermitages ».

## Histoire
Il y eut peut être un prieuré à Céaux — son existence n'est pas confirmée par tous les historiens —, une confusion est possible avec Céaux (Vienne).
En 1639, Céaux fut l'un des points de départ de la révolte des Nu-pieds. Au XVIIIe siècle, la construction du presbytère, dont l'essentiel des frais de construction impute depuis le règne de Louis XV à la paroisse et non plus au curé ou au décimateur, occasionna une dépense importante et le mécontentement des villageois.
En 1838, on comptait encore 35 salines.

## Politique et administration

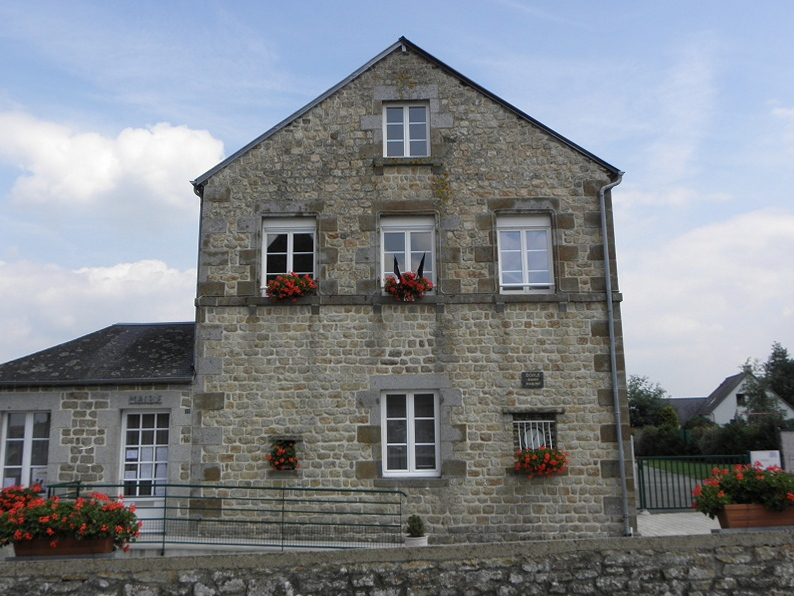
La mairie.

| Période   | Période   | Identité             | Étiquette | Qualité           |
| --------- | --------- | -------------------- | --------- | ----------------- |
| 1860      | 1867      | Jean-Charles Provost |           |                   |
|           |           |                      |           |                   |
| 1902      | 1936      | Jean-Marie Ozenne    | SE        |                   |
| 1936      | 1977      | Yves Ozenne          | SE        |                   |
| 1977      | 1999      | Guy Ozenne           | SE        |                   |
| 1999      | mars 2008 | Michelle Eudes       | SE        |                   |
| mars 2008 | En cours  | Christophe Hernot    | SE        | Agent de maîtrise |

## Démographie
L'évolution du nombre d'habitants est connue à travers les recensements de la population effectués dans la commune depuis 1793. Pour les communes de moins de 10 000 habitants, une enquête de recensement portant sur toute la population est réalisée tous les cinq ans, les populations de référence des années intermédiaires étant quant à elles estimées par interpolation ou extrapolation. Pour la commune, le premier recensement exhaustif entrant dans le cadre du nouveau dispositif a été réalisé en 2008.
En 2022, la commune comptait 413 habitants, en évolution de −3,73 % par rapport à 2016 (Manche : −0,31 %, France hors Mayotte : +2,11 %).
| 1793 | 1800 | 1806 | 1821 | 1831 | 1836 | 1841 | 1846 | 1851 |
| ---- | ---- | ---- | ---- | ---- | ---- | ---- | ---- | ---- |
| 754  | 776  | 773  | 808  | 815  | 764  | 790  | 799  | 724  |

| 1856 | 1861 | 1866 | 1872 | 1876 | 1881 | 1886 | 1891 | 1896 |
| ---- | ---- | ---- | ---- | ---- | ---- | ---- | ---- | ---- |
| 683  | 658  | 603  | 592  | 603  | 591  | 558  | 505  | 509  |

| 1901 | 1906 | 1911 | 1921 | 1926 | 1931 | 1936 | 1946 | 1954 |
| ---- | ---- | ---- | ---- | ---- | ---- | ---- | ---- | ---- |
| 487  | 497  | 480  | 471  | 444  | 472  | 480  | 460  | 441  |

| 1962 | 1968 | 1975 | 1982 | 1990 | 1999 | 2006 | 2008 | 2013 |
| ---- | ---- | ---- | ---- | ---- | ---- | ---- | ---- | ---- |
| 446  | 450  | 460  | 441  | 397  | 379  | 424  | 437  | 434  |

| 2018 | 2022 | - | - | - | - | - | - | - |
| ---- | ---- | - | - | - | - | - | - | - |
| 415  | 413  | - | - | - | - | - | - | - |

## Culture locale et patrimoine

### Lieux et monuments
- Église Saint-Cyr-Sainte-Julitte des XVe, XVIIe – XIXe siècles, avec une tour romane du XIIe siècle. Elle abrite un vitrail, représentant le Jugement dernier et la Résurrection, classé au titre objet aux monuments historiques[32], une verrière à personnages des XVe – XIXe siècles, un maître-autel du XVIIe, une chaire à prêcher du XVIIe, des fonts baptismaux du XVIIe et les groupes sculptés saint Cyr et sainte Julitte du XVIIIe, éducation de la Vierge du XVIe, Vierge à l'Enfant du XVe, saint Roch et le chien du XVIIe[24].
- Croix de cimetière (Moyen Âge).
- Maison de Valhubert.
- Monument en l'honneur d'André Parisy, résistant mort à Enensee en 1945[33].

### Personnalités liées à la commune
- Jean-marie Mellon Roger dit Valhubert (1764-1805), général de Napoléon Ier, dont le père possédait la propriété de Val-Hubert à Céaux dont il tira son nom de guerre[24].
- Jean-François Delanoë (1790-1826), né à Céaux, maréchal des logis aux hussards de Moselle, chevalier de l'Ordre Royal de la Légion d'honneur[24].

### Héraldique
| Blason de Céaux | Blason  | Coupé : au 1er parti au I de sinople à la silhouette du Mont-Saint-Michel d'argent en chef accompagné en pointe de trois agneaux d'argent, la tête et les membres de sable, celui de la pointe plus grand que les deux autres, au II d'or à une plante de salicorne de trois brins de sinople soutenue d'un triangle ondoyant mouvant du trait de partition et s'étirant en fasce jusqu'au bord senestre, au 2d de gueules à deux léopards d'or (armés et lampassés d'azur), l'un au-dessus de l'autre. |
| Blason de Céaux | Détails | Les léopards d'or sur champ de gueules rappellent les armes de la Normandie Création Jean-François Binon, adoptée le 15 octobre 2020. |